# ソウナンですか?
『ソウナンですか？』は、原作：岡本健太郎、漫画：さがら梨々による日本の漫画作品。『週刊ヤングマガジン』（講談社）にて、2017年6号より連載開始。4話（10号）以降隔週連載となり、2022年14号をもって完結した。完結時点で、電子を含む累計部数は100万部を突破している。2018年に舞台化され、2019年にテレビアニメが放送された。
完結記念企画として原作の岡本のブログにて2022年3月27日から28日にかけて、巻ごとに全エピソードの解説裏話が公開されている。

## あらすじ
高校の修学旅行中に飛行機事故が発生、幸運にも無傷で生存した鬼島ほまれ・鈴森明日香・天谷睦・九条紫音の女子高生4人は無人島に漂着した。ほまれは過去に幾多の遭難経験があり、彼女が持つ卓越したサバイバル術を活かして4人は無人島での共同生活を開始。それぞれ個性的な性格の4人の少女は島へ救助が来ることを願い、互いに協力して日々を生き抜くために奮闘する。

## 登場人物
声の項は、テレビアニメ版の声優。

### 主要人物
鬼島 ほまれ（おにしま ほまれ）
声 - M・A・O
本作の主人公の少女。高校2年生で、クラスはF組。誕生日は2月14日。身長159センチメートル。整った顔立ちの美形で、ツインテールの髪型が特徴。バストはDカップ。母とは幼少期に死別しており、父・丈一に言われた「ママの分まで強くなるんだ」と言われたことが（強くなる一環で）サバイバルに打ち込んだ一因となっている。
幼いころから丈一と世界各地を旅し、幾多の遭難経験があるため一流のサバイバル術を習得している。ほまれの弁によると10年前はアラスカ、7年前はタクラマカン砂漠、6年前はボツワナの湿地帯、5年前はパタゴニア、それら以外にもタンザニア、マダガスカル、キプロス、パナマ、シベリアなど列挙しきれないほどの地域で遭難しているという。所持品も非常時における実用性を最重視し、携帯電話もスマートフォンではなくガラケーを選んでいる。
多少のことでは動じない冷静沈着な性格。父から伝授された各種技能に加えて身体能力も高く、素潜りやロッククライミングなども難なくこなす。豊富な知識を生かし、リーダーシップを発揮して無人島における食料調達・獲物の採取・罠の設置・生活道具の作成など数多くの面で他の3人を導いている。普段の態度は素っ気ないが心優しい性格をしており、3人を常に気遣い危険なことは決してさせない。無茶な要望や我儘も危険がない限りは基本的に断らず、お嬢様の紫音には特に甘い。反面、女子特有のノリは苦手で、3人が家に帰れない寂しさで泣き出した時は、ノリに付いていけず「今が一番つらい」と感じていた。
父から「サバイバル環境下において恥じらいは不要」という教えを受けた影響で、海に入る時などに躊躇無く服を脱ぐ癖がある。睦や紫音からはたびたび「女子としての嗜みを身につけるべき」と忠告されている。絵が下手で、図による説明は不得意。下着はリボンが付いたシンプルなもの。
好物はヘビ。嫌いな食べ物は不明だが、本人曰く「味を気にしているようでは生き残れない」とのこと。料理ができると自称しているが、普段の様子から他3人からは信用されておらず、生還後の描写では案の定料理ができなかった。
累と宗二の痕跡を発見した際には、自分がそれを見逃したと責任を感じ、救助の可能性を考えて別々に生活すべきだと提案、他の3人を強く突き放して決別するが、明日香の説得で和解して4人での生活を再開する。
鈴森 明日香（すずもり あすか）
声 - 河野ひより
ほまれと共に遭難した女子生徒。高校2年生で、クラスはC組。身長163センチメートル。長身でスタイルがいい。バストはGカップで、作中ではよく睦が押し付けられて暑苦しい思いをしている。部活はバスケ部に所属しており、陸上部も掛け持ちしている。
ほまれに当初「鬼教官」「島のヌシ」などのニックネームをつけて変わり者扱いしていたが、元より友好的で協調性の高い性格のため比較的すぐに打ち解け、やがて漁や狩りなどでコンビを組むようになる。
体育会系の元気娘で、常に明るく振る舞うムードメーカー。体力・運動神経はほまれ並みに高いが、不器用で頭を使うことは不得意。主に漁や狩り、力仕事を担当する。若干アホな所があり、珍妙で向こう見ずな行動をすることがある。豪雨の中で海に入り落雷で感電、雨が明けた途端にまた海へ入り電気クラゲに刺されて悶絶、その様子を紫音から「学習しない」と評されている。
自ら「ガサツ」と称しており性格面ではその通りだが、感情面は繊細で涙もろく、散々練習したバスケの試合に出られないことを嘆いて泣き出す場面もあった。また、島に上陸して間もないころは生き物を捕食する行為に対して強い抵抗感を抱き、葛藤する描写がみられた。食料にするため捕獲したヒキガエルを殺すことを躊躇い、故意に逃がしたことがある。暗い場所を怖がるなど臆病な一面があり、昆虫や外見がグロテスクな生き物は大の苦手。しかし空腹状態でセミを食べ、予想外に美味しいことに感動している。下着は前面に小さなウサギがプリントされたもの。
食欲旺盛で、他の3人からつまみ食いや食べ過ぎをしばしば疑われており、実際その通りである。
天谷 睦（あまたに むつ）
声 - 安野希世乃
ほまれと共に遭難した女子生徒。高校2年生で、クラスはA組。誕生日は5月9日。身長154センチメートル。眼鏡とボブカットが特徴。バストはAカップ。学業優秀で1年生のころから学年1位を譲ったことがなく、無遅刻無欠席。趣味は料理と読書。明日香からは「むっちゃん」という愛称で呼ばれている。
真面目で几帳面なしっかり者。主に料理などの家事を担当しており、後に筆記用具が手に入ってからは記録係も兼務するようになった。その他にも食用可能な野草を栽培する畑を作るなど、多芸多才な人物。サバイバル知識が豊富なほまれを「この島の先生」として尊敬している。無人島での生活に必要な知識の習得に意欲的で、ウサギが初めて捕れた時は率先して解体を行った。ほまれからは「慎重な性格で、柔軟な対応力もある」として3人の中では一番サバイバル向きと判断されており、後に副リーダーを決める際にも睦が指名されている。ほまれの脱ぎっぷりを目の当たりにして驚嘆、温泉でも隠さないタイプだと分析している。下着は縞パン。
体力がなく運動神経もよくないため、漁や力仕事などは苦手。元々自分に自信を持てない性格で、島での生活では足を引っ張っているんじゃないかと気にしており、真面目で勤勉な性格はその裏返しとも言える。そのためほまれにサバイバル向きと評価・肯定された際はとても喜んでいた。
日頃からBL作品を愛読している腐女子であり、将来の夢はライトノベル（BL系）作家。想像力が豊かなあまり、物事を深読みして極端な勘違いをする癖があり、アスカからは「かなり何かが歪んでいる」と呆れられていた。
九条 紫音（くじょう しおん）
声 - 和氣あず未
ほまれと共に遭難した女子生徒。高校2年生で、クラスはB組。誕生日は8月27日。身長157センチメートル。ロングヘアと八重歯が特徴。バストはDカップ。実家が裕福なお嬢様で、両親やボルゾイ犬のアーノルドと暮らしている。
当初はほまれを信用しておらず、お嬢様育ちのため我儘を言っては皆を困らせることもあった（ウサギの捕獲後に「フランス料理〈リエーブル〉が食べたい」と言って睦を困惑させるなど）。ほまれは生存を目的とした最低限の行動を選びがちなため、一見すると我儘で不必要な紫音の主張が結果的に料理のバリエーションを増やしたり、シャワーを作るなど、島における生活環境を向上させるきっかけになることも多い。また、彼女の能天気さや我儘が「島にいても女の子らしさを忘れさせない」という、ある種の救いにもなっている。
先述の通り当初はほまれの言動を訝しんでいたが、自分の我儘でほまれを負傷させてしまってからは態度を改め、徐々に「私の大切な友達」「日常に戻ったら一緒に遊びたい」と強く慕うようになり、尊敬の念を抱いていることを本人に打ち明けてもいる。ほまれが別行動を提案し厳しい態度をとった際は子供のように泣きじゃくり、後半にほまれが絶体絶命の危機に陥った際は「今無理をしなくてどうするんだ」と激昂したほどである。
少々浮き世離れしたところがあるが、所作や口調に気品がある常識人。無人島であることを承知の上で文化的な生活を心がけており、ほまれや明日香の明け透けな様子を「恥じらいがない」と苦言を呈することも多い。島で生活を始めた当初は薪拾いと焚き火の見張りをする程度だったが、石器のナイフ作りでは他の3人が苦戦する中であっさりと成功してみせ、その後は手先の器用さを活かして道具作りや裁縫などを引き受けるようになった。ほまれに指導されてからは釣りもできるようになる。他人を思いやる愛情に満ちた性格である反面、少々天然ボケで空気を読まない発言をすることがある。下着は前面に「shion」と名前が入ったもの（一度破れてしまうが、自分で直した）。
紫音の悪気がない我儘を他の3人が行動力で何とかしてしまうことから、睦に「しおん姫」というニックネームをつけられている。

### 他の遭難者
鳥居 累（とりい るい）
ほまれたち4人とは島の反対側に遭難した女子生徒。高校2年生で、クラスはD組。金髪のショートカットと左耳に着けた3個のピアスが特徴。胸が小さく、着衣時は膨らみが殆ど目立たない。
島に上陸時にスカートが破れていたため、漂着していたトランクから男子の制服を見つけ、それを着ていたことから宗二にヤンキーの男子と間違われてしまう。「島に男女2人きりは面倒なことになる」と考えた累は言葉遣いや仕草を変えて男性を装い、自分が女性だとバレないようにしている。
ほまれたち4人を偶然目撃したことがあるが、彼女たちが食料に困っていそうになかったことと、唯一の男子である宗二がモテモテになるのを想像して嫉妬心から声を掛けることはできずにその場を立ち去った。丈一が救助に来る直前に高熱を出して寝込んだ際に、宗二に4人のことを伝えようとしたが、熱によるうわごとと判断されそのまま島から連れ出されてしまった。
丈一に救助された後、島でほまれたち4人が生存していることを教える。
服部 宗二（はっとり そうじ）
累と共に遭難した男子生徒。高校2年生。クラスはA組で、睦のクラスメイト。遭難者の中では唯一の男性。サッカー部に所属。
累を同性だと勘違いし、何気なくセクハラ行為もしてしまう。サバイバル能力はそれほど高くないが、彼らの漂着した浜辺には飛行機の荷物も打ち上げられていたため、土産物の食糧を食いつないで生き延びていた。普段から体を鍛えており体力はあるが、泳ぐことができない。
父が愛人を作って蒸発し、母が女手一つで自身と兄を育てたことから、女性に優しくすることをポリシーとしている。共同生活の中で累が女性ではないかと疑いを持ち、確信に近いものを得たが累の咄嗟の奇策に仰天、疑いを捨てた。
後に丈一により、累と共に救助される。

### ほまれの家族
鬼島 丈一（おにしま じょういち）
声 - 大塚明夫
ほまれの父。髭面の中年男性。元軍人であり、ほまれにサバイバル技術を教えた。ほまれによると現在は会社員をしているとのこと。ほまれからは｢パパ｣と呼ばれる。
ほまれが幼いころから2人で世界中を旅し、その中で何度も遭難を経験している。
飛行機事故後は単独で救助活動を開始、ほまれの捜索中に累と宗二を救助するが、乗っていたモーターボートを事故で失い、3人とも別の島に遭難してしまう。
ほまれの母
第6巻の回想シーンで初登場。本名は不明。柔和で優しげな雰囲気の人物。まるで男子のように振る舞う幼少期のほまれを咎めず、嘘を付かない正直者でいるよう教えた。亡くなった原因は不明だが、丈一が「体が弱かった」と述べている。

## 用語
無人島
物語の舞台。ほまれたち4人と累・宗二が飛行機事故で遭難し、漂着した無人島。島内には野生のイノシシやウサギなど獣類のほか、バッタやセミ、ミツバチなど昆虫類が生息しており、島近辺の海中には魚介類が生息している。
ほまれと睦が探索を行った際、長い間放置されていたと思われる船着き場の石垣を発見。以前は有人島だった可能性が高まり、明日香と紫音を加えた再調査で廃屋が発見された。廃屋周辺には人為的に植樹されたものの名残とみられるユズやナツメの木がある。島の位置は夜空に北極星が見えるため北半球にあることがわかる。
海岸に水温が40℃を超える温泉が湧く場所があり、人の手によって石が詰まれた形跡があることを睦が指摘している。なお、この温泉は満潮時は水没してしまう。
紫音は「九条島」、明日香は4人の名前（あすか、ほまれ、むつ、しおん）から取って「あほむし島」と仮に名付けたが、すぐに却下された。ただし、その後も川を「あほむし川」と呼ぶなど、便宜上の名称として用いられている様子がみられる。また、後述のとおり、テレビアニメでこの4人を演じた声優のユニット名にもなっている。
場所については明らかにされていないが、登場する動植物から推測するに南西諸島の島ではないかと推測される。

## 作中に登場した動植物
トビウオ
Case.1に登場。主に太平洋や大西洋の沿岸等に生息している魚。制服のシャツにくるんで潰し、絞って血液や内臓に含まれる水分を飲むという衝撃の用途で使われ、他3人を戦慄させた。
イタチザメ
Case.2で遭遇。タイガーシャークとも呼ばれる大型のサメ。ホオジロザメに次ぐ危険性を持ち、人が襲われる事例も多いが、スクーバダイビングではダイバーに懐く事もある。作中では発見した無人島(あほむし島)に泳いで渡る際に襲われかけたが、ほまれの「ガラケーのバッテリーを投げてその電流で追い払う」という機転により撃退される。
Case.53・54では、イカダで沖に漁に出た際に再び遭遇。3匹のイタチザメに囲まれてイカダを攻撃されるという危機的状況に陥るも、アスカの「身を挺した頑張り」によって撃退された。
トノサマバッタ
Case.3に登場。ほまれにノールックかつ片手で捕まえられ、直後に食べられた。その後、脱水症に陥ったむつに唾液を口移しで分けた際に、バッタの脚も口内に移してしまい「ファーストキスはトノサマバッタの味」と印象付けた。
ウニ
Case.5に登場。シェルターが必要だと主張するも、空腹で動けないと文句を言う3人に対し、ほまれが仕方なく調達してきたものの一つ。じゃんけんで勝ったしおんの胃袋に収まった。
セミ
Case.5・6に登場。シェルターが必要だと主張するも、空腹で動けないと文句を言う3人に対し、ほまれが仕方なく調達してきたものの一つ。頭を取り、羽を動かすための筋肉を食べるという。じゃんけんに負けたアスカが食べようとするも、昆虫食への抵抗が強く食べられなかったが、空腹に耐えきれずCase.6で結局食べる事に。
ヘラジカ
Case.5のほまれの夢(過去)に登場。恐らくシベリアで遭難した際の様子と思われる。壊血病の予防にビタミンを摂取するため、ヘラジカのキンタマを生食する様子が描かれた。キンタマの生食はかなり臭うらしく、この時の寝言を他3人に聞かれてしまい、長期間に渡って性的虐待の誤解をされたとのこと。
ビロードスズメガの幼虫
Case.6に登場。アスカが空腹だと駄々をこね、仕方なく食料調達に出かけた際にほまれが発見。ビロードスズメガの幼虫はヘビに擬態しており、そのあまりの見た目にアスカは泡を吹いて倒れた。
イボニシ
Case.8に登場。日本全域やアジアに広く分布する巻貝。味が良く捕獲も容易なため、石焼きや干物にされる等して序盤の貴重な食料となった。
ヤドカリ
Case.8・9に登場。一般市場には殆ど出回らない食材であり、見た目の悪さもあって他3人も当初は物怖じしていたが、作中で説明される通り味はエビやカニに似て美味であり、いざ食べられると好色を示した。
ヒキガエル
Case.9に登場。罠の材料探しをしている際にアスカが発見、ほまれの指示により捕獲した。しかし生き物をシメる事に抵抗のあったアスカはこれを敢えて逃がし、ほまれを酷く落胆させた。なお、ヒキガエルは耳腺や体のイボから「ブフォトキシン」という毒を分泌するため、その取り扱いには注意が必要である。
キヒトデ
Case.12に登場。連日のイボニシに飽き、サザエが食べたいというしおんのワガママに対し、ほまれがサザエの代わりに捕ってきた。キヒトデはサポニンというえぐ味成分を多分に含んでおり、大量の塩水で湯がく必要があるが、味自体はウニに似て美味である。ちなみに作中とは違い、キヒトデの旬は春～初夏である。
キュウセン
Case.14に登場。関東地方ではあまり馴染みがないが、関西地方では高級魚として取引される事もあるベラ科の魚で、一般的な「ベラ」とはこのキュウセンを指す。キュウセンは夜は砂に潜って休眠する習性を持ち、干潮時には砂の中に取り残される事があるため、この際に容易に捕まえられる。ワガママばかりで何の役にも立ててないと気落ちしていたしおんに対して、気を利かせたほまれが捕獲に連れ出し、あほむし島に上陸して初めての魚として食された。Case.27ではしおんのワガママ小籠包の具材としても使われている。なお、実際のキュウセンはウロコが硬い上に密度も高く、素手で容易に剥せるものではない。
アナウサギ
Case.15～17に登場。Case.10で仕掛けた罠に掛かり、むつがトドメを刺そうとするが、なかなか思うように殺せない事と動物の命を奪う抵抗で泣き出してしまい、代わりにアスカがトドメを刺した。捕獲時は一切の調理器具がない状況だったため、まずは石器のナイフを作るところから始められた。解体・調理はむつが行い、肉は蒸し焼きに、骨はスープに調理される。皮もなめされて毛皮に加工されているが、利用された描写はない。
なお、本来アナウサギは主にヨーロッパに分布するウサギであり、日本にはノウサギと競合しない一部の地域に外来分布しているのみである。
ヒイカ
Case.17に登場。ジンドウイカとも呼ばれる小型のイカで、主に北海道を除く日本全域に分布する。食料としての描写は僅かで、「日焼け止めが欲しい」というしおんのワガママでイカ墨が利用された。この時のほまれはイカ墨を頭から被っており、「外っ面の皮一枚は可愛いんだからちゃんとした方がいい」と大いに呆れられていた。
カメノテ
Case.23・32に登場。北海道南西部からマレー諸島にまで広く分布する固着性の生物で、あほむし島の反対側で遭難している累が発見した。うま味成分が強く極めて美味だが、その見た目と知識不足から累達は「食べる」という発想に至らなかった。ちなみに固着生物なので誤解されやすいが、カメノテは貝類ではなく甲殻類である。
ミツバチ
Case.30に登場。スイーツが食べたいというしおんのワガママにより、倒木の樹洞に作られたハチの巣を採取する事になる。採取された蜂蜜は、後述するユズの蜂蜜漬け・経口補水液の糖分・ムーンシャイン・料理の調味料といった様々な用途で活用されるようになり、あほむし島の食料事情が大幅に改善された。ハチの巣もロウソクとして加工され、Case.57で使われている。
トコブシ
Case.32に登場。日本全土の岩礁浅海域に分布・生息するミミガイ科の巻貝。上記と同じく島の反対側で遭難している宗二が発見し、2人にとって遭難後初めて口にする魚介類となるが、この時の2人はトコブシをアワビと誤認していた。実際のトコブシはアワビには及ばないものの非常に美味であり、塩茹でや煮物の他、大きい個体は刺身としても調理される。
ウシノシタ
Case.34に登場。別名シタビラメ(舌平目)。ヨーロッパ・西洋料理ではポピュラーな食材で、国内では西日本でよく利用される。味は良いものの可食部が少ないが、大型のクロウシノシタであれば刺身でも食べられる。ほまれとアスカがそれぞれスピアフィッシングで捕らえ、お嬢様のしおんを喜ばせた。
イノシシ
Case.41～45に登場。日本にはニホンイノシシとリュウキュウイノシシの2種が分布しているが、作中にそれを判断する材料はない。ユリ根をエサにしたトラップで、4人全員の協力で捕まえられた。内臓は腐りやすいとのことで、先にレバーとハツが昼食として、前者が炒め物に、後者が直火焼きにして調理される。夕食時には盛大なイノシシパーティーが開かれた他、余った肉は保存食として干し肉に、脂はラードに加工、骨もスープの出汁にと余すところなく活用された。皮も毛皮にされて後に役立てられている。
ニホンマムシ
Case.51に登場。日本全域に生息する有毒のヘビ。反鼻・蛇胆・目玉等は薬用となる他、民間療法では薬用酒としてマムシ酒なるものも作られている。作中では、救助の船を見逃してしまった事に責任を感じ、敢えて他3人を突き放して別行動を取っていたほまれが捕獲。それまでは他3人が噛まれる危険性を踏まえて捕らえようとはしなかった。枝に巻き付けて直火焼きにしていたが、居眠りをして焦がしてしまった。
オオゲジ
Case.57で遭遇。ムカデ綱・ゲジ目に属するムカデの総称で、日本には「ゲジ」と「オオゲジ」の2種類が生息している。作中では台風の暴風雨から逃れるために、シェルター代わりにした古井戸の中で遭遇する。長期のあほむし島生活で虫等には慣れていた3人であったが、その醜悪な外観を見てパニックを引き起こした。更にあろうことか、ほまれが食べようとしてロウソクの火で炙ったため、井戸内は阿鼻叫喚の騒ぎとなった。
カルガモ
Case.62・63に登場。鳥綱カモ目カモ科マガモ属に分類されるカモで、日本では本州以南に生息する。ほまれの「鳥類は上と下が死角になっており接近しても気付かれにくい」というアドバイスにより、海中からの襲撃で仕留められた。胸肉はステーキに、砂肝とハツは串揚げに、骨はガラスープに調理された他、羽も以前作っていた弓矢に利用される。アスカは動物を殺して食べる事に強い抵抗があったが、カルガモをシメる際、ほまれに「命を奪ってもそれが(自然にとって)無駄になったりはしない」と言われ、抵抗を克服するきっかけとなった。
トビズムカデ
Case.64で遭遇。北海道南部から沖縄にかけて生息する日本最大級のムカデ。作中ではむつが噛まれ、ペットボトルの蓋に穴を開けて作った即席のポイズンリムーバーで毒を吸い出されたが、非常に「恥ずかしい思い」をする羽目になった。ちなみにムカデの毒は熱で失活するため、吸い出す他に43～46度の熱めのお湯で洗う応急処置も有効である。
マゴチ
Case.65に登場。日本近海に分布する大型のコチ。夏が旬の高級魚で、寿司・鍋・洗い・潮汁といった様々な料理にして食べる事ができる。作中ではほまれに一本釣りを教えてもらったしおんが釣り上げた。
オオウナギ
Case.69に登場。ウナギ科ウナギ属の大型のウナギで、大きな個体だと1.5～2mを超えるものもある。太平洋とインド洋の熱帯・亜熱帯域に広く分布しており、日本の南西諸島ではニホンウナギよりも生息数が多い。作中ではほまれと一緒に夜釣りに出ていたむつが釣り上げた。調理は珍しくアスカが担当し、むつの手伝いもあって白焼き・蒲焼き風のロースト・肝吸い風スープ・骨煎餅に調理される。一口食べてその美味しさに驚いたしおんが、「恐らくこれは四万十川産」と素っ頓狂な事を言っていた。
アカエイ
Case.75～77に登場。日本を含む東アジアに分布する大型のエイで、尾に1～2本の強力な毒針を持つ。その取り扱いには注意が必要だが、エイの中では特に味が良く、煮付けや煮こごり、日本の東北地方では「かすべ」として調理される他、新鮮なものは刺身にも利用できる。サメと同じ軟骨魚類なため、鮮度が低下すると組織に蓄積した尿素が分解されて強いアンモニア臭が生じる。一方でこのアンモニアが保存食に適してもおり、ほまれが捕獲を提案した。
カモメ
Case.85に登場。チドリ目カモメ科カモメ属の渡り鳥。ほまれと素潜り漁を行っている際に、崖に作られたカモメの巣をアスカが発見、カモメの卵は癖が強いが栄養はあるとの事で、ロッククライミングで崖を登って入手する事になる。ほまれは途中で落ちるもアスカは登り切ったが、卵は既に孵っており、親鳥に啄ばまれる結果に終わった。なお、作中では単にカモメとしか言われていないが、殆どのカモメは冬に渡来するため、作中のカモメはウミネコと思われる(ウミネコの産卵期は4～5月であり、卵が孵化していた作中描写と一致する)。
牡蠣
Case.86に登場。世界各地の沿岸地域に分布する固着型の二枚貝。非常に美味で栄養価も高く「海のミルク」と称されるが、5～8月は産卵期で食用に適さないため、作中では未成熟・未産卵のカキである「バージンオイスター」が獲られた。湯引きして干物にし、あほむし島から脱出するための保存食として加工された。
カラス
Case.86～88に登場。スズメ目カラス科カラス属に分類される極めて知能の高い鳥類。日本で日常的に見られるカラスはハシブトガラス・ハシボソガラスの2種類だが、作中のカラスがそのどちらかかは明記されていない。作中では干している牡蠣を狙うカラスに遭遇、人間の危険性を知らしめるためにアスカが弓で1羽を仕留め、シメも命に対する責任を持ってアスカが行った。その後はむつによって焼き鳥ならぬ焼き烏に調理された。
バイ貝
Case.89に登場。日本全域や朝鮮半島等にに分布する巻貝。腐肉食であり、籠に死んだ魚等を入れて海中に沈める「バイ籠漁」が主な漁法。作中でもイカダ用に作られた籠型のシーアンカーに魚の内臓を入れた罠で漁獲されている。なお、バイ貝の唾液腺にはテトラミンという毒素が含まれているが、作中にそれを示す描写はない。とは言え産地や時期によってまちまちであり、小型のものは含有量も少なく、バイ貝による死亡例は確認されていない。
キス
Case.98に登場。スズキ目スズキ亜目キス科の魚。種類は明記されていないが、分布・生息条件からアオギスとは考えにくいため、恐らくシロギスと思われる。あほむし島脱出後、保存食を節約するために釣りをする事になり、しおんが釣り上げた。
ヤシの実
Case.4に登場。浜辺に打ち上げられていた実を、脱水症で横になっているむつに「枕代わりに」としおんが調達したもので、あほむし島自体にヤシの木は自生していない。しおんが苦労してこじ開けるも、中身は腐っていて飲めなかった。
ワカメ
Case.5に登場。シェルターが必要だと主張するも、空腹で動けないと文句を言う3人に対し、ほまれが仕方なく調達してきたものの一つ。しおんの次に勝ったむつが獲得した。海藻にも旬があり、春でなければ固くて美味しくないという。なお、作中では日本人の腸内にしか生息していないとされるバクテリア「ポカエイコラ・プレビウス」についても語られている。
クワズイモ
Case.6に登場。ほまれと食料調達に出かけた際にアスカが発見した。有毒か否か知らなかったほまれは「よく分からないものは食べない方がいい」と警戒するも、アスカはサトイモの仲間なので食べられると主張。パッチテストを行って有毒が判明した。クワズイモはシュウ酸カルシウムの含有量が特に高く、日本では毒草に指定されているため素手で触れてはならない。
ツワブキ
Case.16に登場。海岸近くの岩場に自生するキク科ツワブキ属の多年草。葉はウサギ肉の包み焼きに使われた他、可食部である葉柄はアク抜きしてスープの具材として利用された。これ以降も葉は食器の代用として頻繁に使われるようになる。
ハマボウフウ
Case.20に登場。海岸の砂地に自生する山菜。日本では北海道から南西諸島にかけて分布し、生食の他に和え物・天ぷら等にも利用される。むつと共にあほむし島を探索していたほまれが発見し、翌朝にサラダとして調理された。
ユズ
Case.21に登場。爽やかな酸味が特徴の柑橘類。生産量・消費量共に日本が最も多く、これの発見によりあほむし島が日本の島である可能性が高まった。Case.22では柚子湯として使われ、ほまれには「折角の食料をこんな事に？」と呆れられた。それ以降は経口補水や蜂蜜漬け等、様々な料理に使用されるようになる。
セイヨウタンポポ
Case.25に登場。ヨーロッパ原産の帰化植物で、日本の侵略的外来種ワースト100に選定されている。おひたしやたんぽぽコーヒー等の食材としても利用できるが、作中ではアブに刺されたむつの痛み止め・かゆみ止めとして乳液が用いられた。
テッポウユリ
Case.27に登場。日本の南西諸島～南九州に分布する多年生草本球根植物。ユリ根からデンプンを抽出できないかと目論んだが、テッポウユリは食用のユリではないため、味見してみたところ酷く苦かった。
ハマダイコン
Case.27に登場。所謂野生の大根であり、海岸の砂浜等に自生している。しおんのワガママで中華料理を作る羽目になり、当初はユリ根から抽出したデンプンで大根餅を作ろうとしたが、紆余曲折あって大根餅の生地を利用した小籠包を作る事になる。しかし上記のユリ根から抽出したデンプンが苦く食べられたものではなかったため、中身の具材のみが食べられる結果に終わった。
後にむつが畑を耕して栽培し始め、葉が食材として活用されるようになる。十分に育ってからは大根おろしや切り干し大根にも使われた。
スカシユリ
Case.28に登場。日本の中部地方以北の崖や岩場、海岸の砂礫地等に生育するユリ。ほまれと薪拾いに出ていたしおんが発見した。しおんはスカシユリを「綺麗な観葉植物」と認識していたが、ほまれは食料になるか否かとしか思っておらず、無造作に引っこ抜かれた。
竹
Case.29に登場。イネ目イネ科タケ亜科に属する植物で、温暖な気候の地域に広く分布する。材木としては家具等の工芸品や家屋に、食材としてはタケノコ・メンマ・茶葉等、国内外で幅広く利用されている。作中では流木を集めてシェルターの屋根として使われた他、その後もイカダ・コップ・ナイフとフォーク・耳掻き・コップ・水筒といった様々な道具に活用され、あほむし島の生活を常に支えた。
スベリヒユ
Case.31に登場。日本全土で見られる一年生植物。生もしくは乾燥品が、野菜・ハーブ・生薬として世界中で利用されており、日本では和え物やおひたしに調理される。
サルナシ
Case.38に登場。日本列島・朝鮮半島・中国大陸等に分布するつる植物。キウイフルーツの近縁種であり、果実の味もキウイに近い。作中ではユズの採取とトラップの確認に出たほまれ・むつが発見。あほむし島ではユズに次ぐ希少な果物であるが、これに気を取られるあまり、累と宗二が上げた狼煙を見逃してしまった。
オカヒジキ
Case.41に登場。日本全域・朝鮮半島・東アジア等に広く分布する野草で、和え物・おひたし等に利用される。
タマゴタケ
Case.41に登場。日本ではほぼ全土に生育するキノコ。その毒々しい色合いから誤解を招きやすいが、食用キノコとして人気が高い。上記のオカヒジキと共に汁物として調理・振る舞われたが、この時のほまれはアスカに蜂蜜酒を飲まされたせいで酷い二日酔いに悩まされており、殆ど口にできなかった。
ドングリ
Case.46に登場。ドングリとはシイ・ブナ・ナラ・カシ等の果実の総称・俗称であり、ドングリという名の植物があるわけではない。作中では粉にしてパンとして焼き上げられたが、酵母が使われていないため硬く、アスカからは「人を殺せそうなほど硬い」と評された。しかし味自体は良く、ドングリの甘みが好評であった。渋みやアク抜きについては言及されていないため、恐らくシイの実ではないかと思われる。
ナツメ
Case.49に登場。クロウメモドキ科の落葉高木であり、材木としては家具や楽器等に、食材としては甘露煮・菓子・サムゲタン等に利用される。上記のユズと共に廃屋近くに生えていた事から、あほむし島に人がいた頃に植樹されたのではないかと推測された。
チシマザサ
Case.62に登場。朝鮮半島や日本列島中北部に分布する大型のササの1種。チシマザサのタケノコは5～6月に収穫でき、灰汁も少なくそのまま食用にできるが、本作では既に旬を過ぎているため食材としては使われなかった。節を抜き、火で炙って曲げ、即席のシュノーケルとして利用された。
オニグルミ
Case.70に登場。北海道から九州にかけて広く分布するクルミの1種。オニグルミの実は作中で言及された通り、濃厚な味を示すが非常に殻が硬く食べづらいため、浸水(ソーク)するか加熱する事で殻を割りやすくする事が望ましい。作中のクルミは前年の実が浜辺に漂着したもので、かなり大量に打ち上げられていたが、比較的すぐになくなってしまい、アスカの食べ過ぎが疑われた。
イチジク
Case.86に登場。クワ科イチジク属の落葉高木、及びその果実。漢字では「無花果」と書き、その名の通り果実の中に花を咲かせる特徴を持つ。しおんとアスカが調達に出かけた際に発見、木にならしておけば保存が利くため採り過ぎをむつに指摘され、あほむし島からの脱出も考慮して保存の利くドライフィグに加工する事になった。

## 書誌情報
- 岡本健太郎（原作）・さがら梨々（漫画）『ソウナンですか？』 講談社〈ヤンマガKCスペシャル〉、全10巻
  1. 2017年8月4日発売[5]、ISBN 978-4-06-510070-7
  2. 2018年3月6日発売[6]、ISBN 978-4-06-510862-8
  3. 2018年10月5日発売[7]、ISBN 978-4-06-513151-0
  4. 2019年3月6日発売[8]、ISBN 978-4-06-514802-0
  5. 2019年9月6日発売[9]、ISBN 978-4-06-516984-1
    - 『ほまれのサバイバルハンドブック付き特装版』同日発売[10]、ISBN 978-4-06-516988-9

  6. 2020年4月6日発売[11]、ISBN 978-4-06-519187-3
  7. 2020年10月6日発売[12]、ISBN 978-4-06-521002-4
  8. 2021年4月6日発売[13]、ISBN 978-4-06-522938-5
  9. 2021年10月6日発売[14]、ISBN 978-4-06-525088-4
  10. 2022年4月6日発売[15]、ISBN 978-4-06-527466-8
- 『ソウナンですか？』 に学ぶ ゲームブック式 生死を分ける最強のサバイバル術（2019年9月25日、星海社）、ISBN 978-4-06-517110-3

## 舞台
『ソウナンですか？演劇版』のタイトルで2018年11月7日から同年11月11日まで、新宿シアターブラッツで上演。キャッチコピーは「遭難したら青春だった!?」。
当時7年ぶりに復活したミスマガジンの新プロジェクト「劇団ミスマガジン」の第1回公演として開催され、同年度のグランプリだった沢口愛華ら受賞者5名と、ファイナリスト4名が出演した。

### キャスト
※出典：
- 鬼島ほまれ：沢口愛華（ミスマガジン2018グランプリ）
- 鈴森明日香：寺本莉緒（ミスヤングマガジン2018）
- 九条紫音：倉沢しえり（ミスマガジン2018ファイナリスト）
- 天谷睦：鈴木ゆうは（ミスマガジン2018ファイナリスト）

以下は演劇版オリジナルの登場人物。
- 新田慶子：岡田佑里乃（ミス週刊少年マガジン2018）
- 照沼千秋：池松愛理（ミスマガジン2018読者特別賞）
- 速水渚：佐藤あいり（ミスマガジン2018審査員特別賞）
- 恵結菜：岡本桃花（ミスマガジン2018ファイナリスト）
- 鬼島のぞみ：農海姫夏（ミスマガジン2018ファイナリスト）

### スタッフ
- 脚本・演出：竜史（20歳の国）
- 舞台監督：鳥養友美
- 美術：坂本遼
- 照明：若原靖（LICHT-ER）
- 音響：角田里枝（Paddy Field）
- 演出助手：平戸麻衣
- 振付：浅野康之（劇団鹿殺し）
- 映像：松澤延拓
- 当日運営：高村楓（冗談だからね。）
- 制作：安達咲里（劇団献身）
- プロデューサー：登米裕一（キリンバズウカ）、安達咲里（劇団献身）
- 宣伝美術：土橋聖子（hive）
- 宣伝写真：岡本武志
- 宣伝衣装：KAN
- 宣伝ヘアメイク：GiGGLE
- 主催：「ソウナンですか？演劇版」製作委員会

## テレビアニメ
2019年7月から9月までTOKYO MXほかにて放送された。
おおむね原作に沿った内容であるが、累と宗二は登場しない。原作のモノローグなどで記述される解説は、過去に丈一からほまれがサバイバル知識を教わる回想シーンとして描かれている。本作に出演した声優は鬼島ほまれ役のM・A・O、鈴森明日香役の河野ひより、天谷睦役の安野希世乃、九条紫音役の和氣あず未、鬼島丈一役の大塚明夫の5人だけである。最終話は原作の第37話（第3巻中盤）まで進んだところで、丈一が海上でボートを走らせてほまれを捜索しているアニメオリジナルシーンで締めくくられている。

### スタッフ（テレビアニメ）
- 原作 - 岡本健太郎[3]
- 漫画 - さがら梨々[3]
- 監督 - 長山延好[3]
- シリーズ構成・脚本 - 待田堂子[3]
- キャラクターデザイン - 西尾淳之介[3]
- プロップデザイン - 佐藤玲子[3]
- コンセプトアート・美術設定 - 佐久間昇[3]
- 美術監督 - 西倉力[3]
- 色彩設計 - 小川由美香[3]
- 撮影監督 - 伊藤康行[3]
- 編集 - 岡祐司
- 音響監督 - 菅原輝明[3]
- 音楽 - 立山秋航[3]
- 音楽制作 - エイベックス・ピクチャーズ
- 音楽プロデューサー - 大胡寛二、福田正夫
- チーフプロデューサー - 麻生一宏、古川慎
- プロデューサー - 平良聡、日高功、大胡寛二、宮城惣次、相島豪太、日比政広、内海五月、佐藤優樹、清水陽介、伊藤将生
- アニメーションプロデューサー - 江里口武志
- アニメーション制作 - Ezo'la[3]
- 制作 - NAS[3]
- 製作 - ソウナンですか?製作委員会

### 主題歌
「ココハドコ」
鬼島ほまれ役のM・A・O、鈴森明日香役の河野ひより、天谷睦役の安野希世乃、九条紫音役の和氣あず未で構成された「あほむし」によるオープニングテーマ。作詞は藤林聖子、作曲はサイレンジ！、編曲は久下真音。
「生きる」
安野希世乃によるエンディングテーマ。作詞は西直紀、作曲・編曲は川崎智哉。

### 各話リスト
| 話数    | サブタイトル   | コンテ   | 演出     | 作画監督                                                              | 総作画監督          |
| ------- | -------------- | -------- | -------- | --------------------------------------------------------------------- | ------------------- |
| Case.1  | 漂流           | 長山延好 | 髙橋英俊 | 西尾淳之介                                                            | -                   |
| Case.2  | 初めての食事   | 長山延好 | 髙橋英俊 | 中山和子 池原百合子                                                   | 西尾淳之介          |
| Case.3  | 島のヌシ       | 渋谷亮介 | 渋谷亮介 | 斉藤和也 木下由美子 飯塚葉子                                          | 西尾淳之介          |
| Case.4  | トラップ       | 渋谷亮介 | 渋谷亮介 | 中山和子 江藤大気 池原百合子 輿石暁 飯塚葉子                          | 西尾淳之介          |
| Case.5  | 奇妙なサザエ   | 柴田裕介 | 愛敬亮太 | 斉藤和也 木下由美子 永田有香 池原百合子 中山和子                      | 西尾淳之介          |
| Case.6  | ウサギ実食     | 小山菜穂 | 小山菜穂 | 松下清志 中山和子 池原百合子                                          | 西尾淳之介          |
| Case.7  | 島を探索       | 渋谷亮介 | 渋谷亮介 | 斎藤香織 中山和子 池原百合子                                          | 西尾淳之介          |
| Case.8  | オアシス発見!? | 石黒達也 | 渋谷亮介 | 中山和子 服部益美 松下清志 櫻井拓郎 池原百合子 Revival                | 西尾淳之介          |
| Case.9  | ほまれのパパ   | 髙橋英俊 | 髙橋英俊 | 藤田和行 岩永遼太 池原百合子 白石悟 中村与史子 吉松義雄 小沼よしい    | 西尾淳之介          |
| Case.10 | HONEY BEE      | 髙橋英俊 | 髙橋英俊 | はっとりますみ 水崎健太 片岡恵美子 いいえ 池原百合子 飯塚葉子 Revival | 西尾淳之介          |
| Case.11 | 絶対助ける     | 渋谷亮介 | 渋谷亮介 | 高瀬ゆり子 池原百合子 水崎健太 いいえ 櫻井拓郎 はっとりますみ         | 西尾淳之介 中山和子 |
| Case.12 | 水の補給方法   | 渋谷亮介 | 渋谷亮介 | 池原百合子 いいえ 木下由美子 櫻井拓郎 片岡恵美子 はっとりますみ       | 西尾淳之介 中山和子 |

### 放送局
| 放送期間                         | 放送時間                     | 放送局   | 対象地域   | 備考                      |
| -------------------------------- | ---------------------------- | -------- | ---------- | ------------------------- |
| 2019年7月2日 - 9月17日           | 火曜 23:15 - 23:30           | TOKYO MX | 東京都     |                           |
| 2019年7月3日 - 9月18日           | 水曜 0:15 - 0:30（火曜深夜） | BS日テレ | 日本全域   | 製作参加 / BS放送         |
|                                  | 水曜 3:15 - 3:30（火曜深夜） | 毎日放送 | 近畿広域圏 | 『アニメ特区』第2部後半   |
| 2019年7月4日 - 9月19日           | 木曜 0:15 - 0:30（水曜深夜） | AT-X     | 日本全域   | CS放送 / リピート放送あり |
| 全局『手品先輩』とのセット放送。 |                              |          |            |                           |

| 配信開始日                                                     | 配信時間                     | 配信サイト                                                                                                |
| -------------------------------------------------------------- | ---------------------------- | --- |
| 2019年7月3日                                                   | 水曜 0:00（火曜深夜） 更新   | GYAO! dアニメストア dアニメストア ニコニコ支店 dアニメストア for Prime Video                              |
| 2019年7月6日                                                   | 土曜 0:00（金曜深夜） 更新   | TVer MBS動画イズム U-NEXT アニメ放題                                                                      |
|                                                                | 土曜 2:30（金曜深夜） 更新   | AbemaTV                                                                                                   |
|                                                                | 土曜 12:00 更新              | バンダイチャンネル J:COMオンデマンド ビデオパス Rakuten TV ひかりTV HAPPY!動画 Google Play TSUTAYA TV FOD |
| 2019年7月13日                                                  | 土曜 0:00（金曜深夜） 更新   | ニコニコチャンネル                                                                                        |
|                                                                | 土曜 1:45 - 2:00（金曜深夜） | ニコニコ生放送                                                                                            |
| ニコニコチャンネル、ニコニコ生放送では初回は第1・2話同時配信。 |                              | |